# Hraunfossar

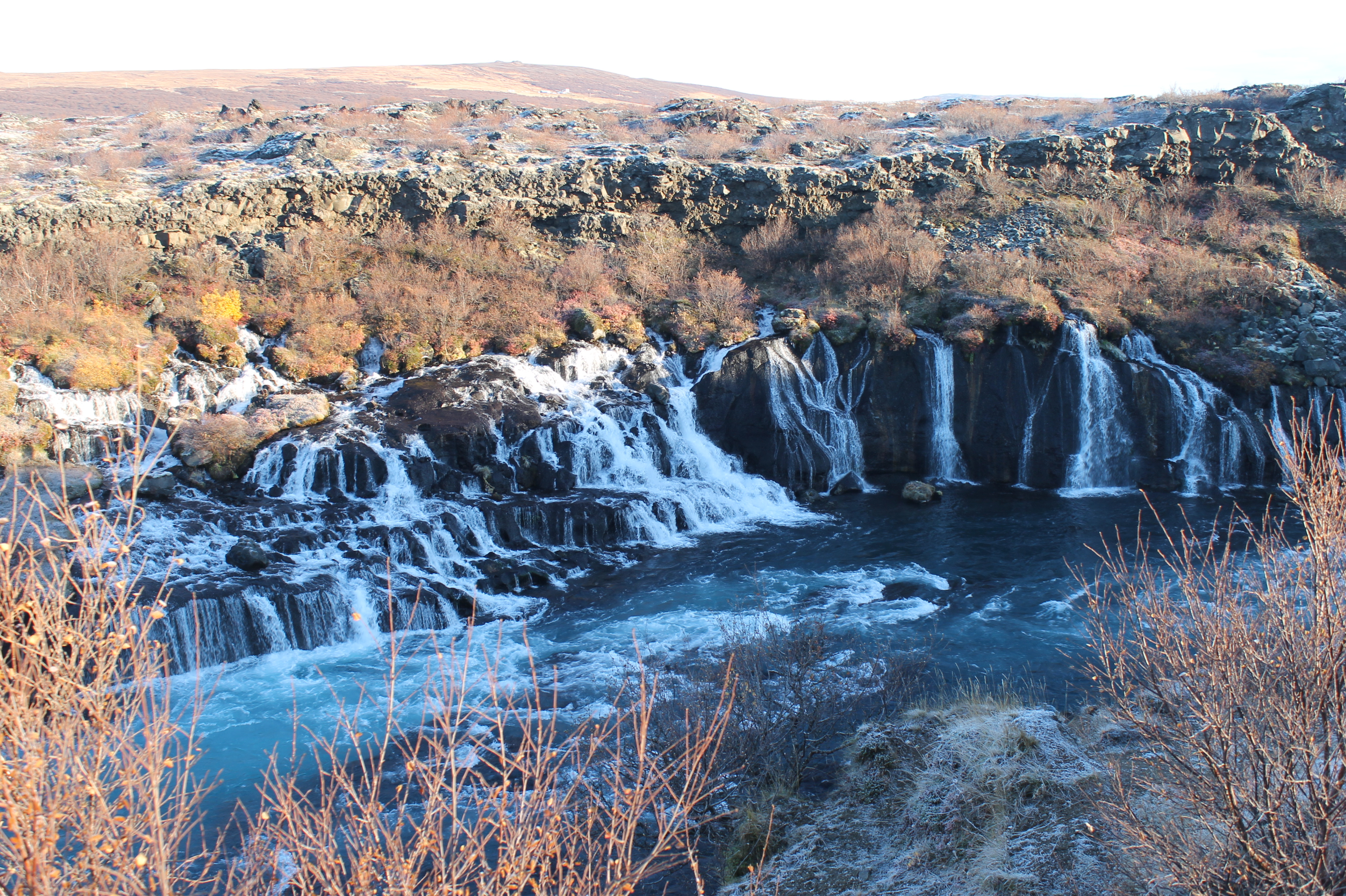
Soustava vodopádů Hraunfossar

Hraunfossar (Borgarfjörður, západní Island) je několik vodopádů, které jsou tvořeny menšími potůčky tekoucími z lávového pole ze sopky, která vypukla pod ledovcem Langjökull. Vodopády se vlévají do řeky Hvítá. Skála je velmi pórovitá, proto umožňuje, aby voda tryskala zpod lávy a tvořila kaskády přes neobvykle tvarované skály.